# Kościół Świętego Bartłomieja w Pradze
Kościół świętego Bartłomieja – zabytkowy barokowy kościół pojezuicki w Pradze, w dzielnicy Stare Miasto, położony przy ulicy Bartolomějské.
Kościół został zbudowany dla jezuitów w latach 1726–1731 według projektu Kiliana Ignaca Dientzenhofera. W 1950 wraz z otaczającym kościół kompleksem klasztoru szarytek został przejęty przez czechosłowacką Służbę Bezpieczeństwa. Zwrócony wiernym kościół poświęcono ponownie w 1998 roku.